# ویتایکر
ویتایکر (به انگلیسی: Wheatacre) یک روستا و محله مدنی در بریتانیا است که در South Norfolk واقع شده‌است. ویتایکر ۴٫۳۸ کیلومتر مربع مساحت و ۱۱۸ نفر جمعیت دارد.